# Онгла, Мартин
Марти́н Онгла́ Има́ II (фр. Martin Hongla Yma II; род. 16 марта 1998, Яунде) — камерунский футболист, полузащитник клуба «Гранада» и сборной Камеруна. Участник чемпионата мира 2022 года.

## Клубная карьера

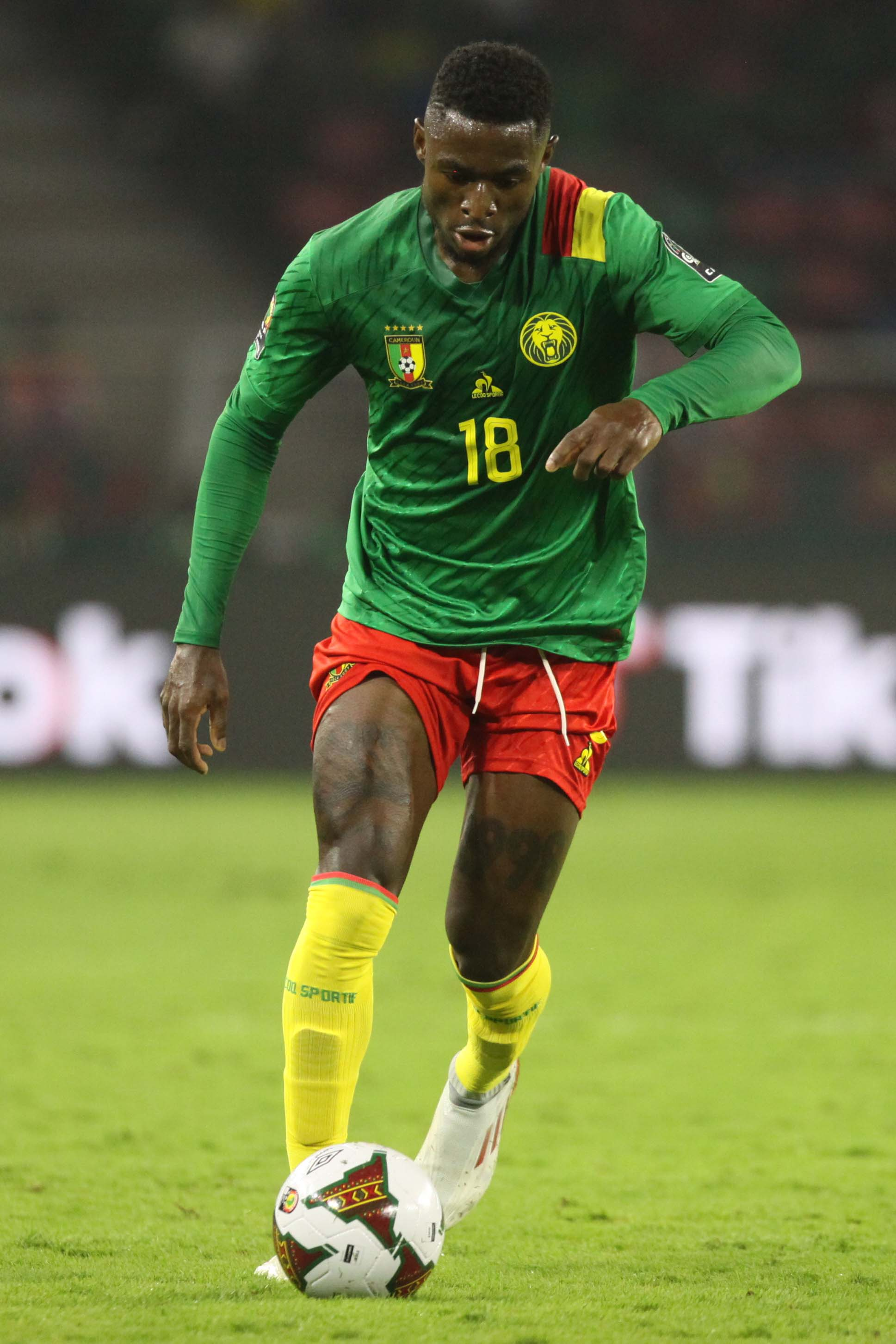
Онгла в составе сборной Камеруна

Онгла воспитанник Академии Нкуфо. В 2016 году Мартин подписал контракт с испанской «Гранадой», где начал выступать за дублирующий состав. 28 января 2017 года в матче против «Вильярреала» он дебютировал в Ла Лиге. В начале 2018 года Онгла на правах аренды перешёл в команду дублёров «Барселоны». 4 февраля в матче против «Кордовы» он дебютировал в Сегунде. По окончании аренды Мартин вернулся в «Гранаду».
В начале 2019 года Онгла был арендован львовскими «Карпатами». 24 февраля в матче против «Ворсклы» он дебютировал в чемпионате Украины. 5 мая в поединке против столичного «Арсенала» Мартин забил свой первый гол за «Карпаты».
Летом 2019 года Онгла перешёл в бельгийский «Антверпен». 11 августа в матче против «Шарлеруа» он дебютировал в Жюпиле лиге. 18 октября 2020 года в поединке против «Зюлте-Варегем» Мартин забил свой первый гол за «Антверпен». В том же году Онгла помог клубу завоевать Кубок Бельгии. В розыгрыше Лиги Европы 2020/2021 в матчах против болгарского «Лудогорца» и шотландского «Рейнджерс» он забил два гола. Летом 2021 года Онгла на правах аренды перешёл в итальянский «Эллас Верона». 21 августа в матче против «Сассуоло» он дебютировал в итальянской Серии A. 25 мая 2022 года в поединке против «Лацио» Мартин забил свой первый гол за «Эллас Верона». По окончании аренды клуб выкупил трансфер игрока.
В начале 2023 года Онгла на правах аренды перешёл в «Реал Вальядолид». 5 февраля в матче против «Реал Сосьедад» он дебютировал за новую команду. По окончании аренды игрок вернулся в «Эллас Верону».

## Международная карьера
14 ноября 2019 года в отборочном матче Кубка Африки 2021 против сборной Мозамбика Онгла дебютировал за сборную Камеруна. В 2022 году Мартин принял участие в Кубке Африки 2021 в Камеруне. На турнире он сыграл в матчах против команд Эфиопии, Комор, Гамбии и Египта.
В том же году Онгла был включён в официальную заявку для участия в чемпионате мира в Катаре. На турнире он сыграл в матчах против сборной Швейцарии и сборной Сербии.

## Достижения
Клубные
«Антверпен»
- Обладатель Кубка Бельгии — 2019/2020

Международные
Камерун
- Бронзовый призёр Кубка Африки — 2021